# Meggett
Meggett es un pueblo ubicado en el condado de Charleston en el estado estadounidense de Carolina del Sur. El pueblo en el año 2000 tiene una población de 1.213 habitantes en una superficie de 38.4 km², con una densidad poblacional de 32.6 personas por km². 

## Geografía
Meggett se encuentra ubicado en las coordenadas 32°42′20″N 80°15′47″O / 32.70556, -80.26306. Según la Oficina del Censo, el pueblo tiene un área total de 38,4 km² (14,8 mi²), de la cual 38,4 km² (14,8 mi²) es tierra y 0,7 km² (0,3 mi²) (1.82%) es agua.

### Localidades adyacentes
El siguiente diagrama muestra a las localidades en un radio de 20 kilómetros (12,4 mi) de Meggett.

## Demografía
En el 2000 la renta per cápita promedia del hogar era de $45.809, y el ingreso promedio para una familia era de $51.667. El ingreso per cápita para la localidad era de $22.906. En 2000 los hombres tenían un ingreso per cápita de $36.563 contra $26.375 para las mujeres. Alrededor del 9.30% de la población estaba bajo el umbral de pobreza nacional. 